# Joe Reisman
Joseph „Joe“ Reisman (* 16. September 1924 in Dallas, Texas; † 15. September 1987 in Los Angeles) war ein US-amerikanischer Musiker (Tenor- und Baritonsaxophon, Klarinette), Bandleader, Musikproduzent und Arrangeur im Bereich des Swing und der Unterhaltungsmusik. 
Reisman studierte an der Baylor University und an der University of Texas at El Paso. Seine Musikerkarriere begann er als Saxophonist in Bands wie Glen Grays Casa Loma Orchestra, bei Louis Prima, Bob Crosby und Jack Teagarden; als Arrangeur war er u. a. für Ray Bauduc und Gene Williams tätig. Ende der 1940er Jahre gab er den aktiven Musikerberuf auf und arbeitete in den Hollywood-Studios als Arrangeur und Produzent, u. a. für Patti Page, die er bei ihren Hits „How Much is That Doggy in the Window?“ und „Tennessee Waltz“ unterstützte. Er wirkte auch bei Produktionen von Eartha Kitt („Sho-Jo-Ji (The Hungry Raccoon)“), von Sarah Vaughan, June Valli, Georgia Gibbs und den Ames Brothers mit. 
Mitte der 1950er Jahre war er als musikalischer Leiter mehrerer Fernsehshows tätig, wie NBC's Shower of Stars und The Oldsmobile Hour; außerdem arbeitete er für RCA Victor und Roulette Records. Bei RCA und Roulette nahm er auch mehrere Alben im Easy Listening Stil auf; einen kleineren Hit hatte er mit der Coverversion von Ross Bagdasarians Stück „Armen's Theme“. Anfang der 1960er Jahre kehrte Reisman zu RCA zurück und war dann fast dreißig Jahre  als Produzent für Henry Mancini aktiv, beginnend mit dessen Album Our Man in Hollywood (1964). Er starb 1987 an einem Herzinfarkt.